# Walran III. Limburški
Walran III. (ali Waleram III. ) ( ok. 1165 – Cremona, 2. julij 1226) je bil sprva gospod Monschauski, nato od leta 1214 grof Luksemburški. Potem ko je njegov starejši brat umrl je po očetovi smrti leta 1221 je postal grof Arlonski in vojvoda Limburški. 

## Življenje
Bil je sin Henrika III. Limburškega in Sofije Saarbrüške. Kot mlajši sin ni pričakoval dedovanja. Vodill je pustolovsko življenje in leta 1192 sodeloval v tretji križarski vojni. Leta 1208 je cesarski kandidat Filip Švabski umrl in Walran, njegov nekdanji zagovornik, se je obrnil k njegovemu nasprotniku Otonu Brunšviškemu. Leta 1212 je spremljal svojega prvega bratranca Henriku I. Brabantskemu, vojvodo Brabantskega, v Liège, takrat v vojni z Volvodino Gelders. Walranova prva žena, Kunigunda, hči Friderika I., vojvode Lorenskega, je umrla leta 1214 in maja istega leta se je poročil z Ermesindo Luksemburško in postal grof Luksemburški jure uxoris. Ermesinda je zahtevala dedovanje grofije Namur, zato je Walran svojemu grbu dodal krono, ki je simbolizirala to trditev. Kljub pogodbi iz leta 1199, ki je Namur podelil Filipu I. Namurskemu, se je Walram v letih 1214 in 1223 lotil pohodov v zaman poskusu, da bi ponovno pridobil grofijo.  Končno je 13. marca 1123 sklenil mirovno pogodbo s Filipom I. v Dinantu.
Leta 1221 je podedoval Limburg z naslovom vojvoda in podivjanemu levu na svojem grbu dodal še drugi rep. To je simboliziralo njegovo posest dveh velikih fevdov. Leta 1223 je ponovno poskušal zavzeti grofijo Namur mejnemu grofu Filipu II. Ni mu uspelo, zato je moral 13. februarja v Dinantu podpisal mirovno pogodbo. Nato se je udeležil raznih cesarskih zborov in spremljal cesarja Friderika II. v Italijo. Ko se je vračal od tam, je 2. julija 1226 umrl v Cremoni, nato pa je upravo prevzela njegova žena. Njegov nagrobnik se nahaja v opatijski cerkvi Rolduc, na osrednji osi pred korom v vzhodnem zalivu ladje. To ni njegov originalni nagrobni spomenik, po njegovem uničenju so sedanjo kopijo iz črnega marmorja vgradili v cerkev, pogreznjeno pod kovinsko rešetko, okoli leta 1715. Po Annales Rodenses je bil njegov prvi nagrobni spomenik sredi cerkve, podprt s stebri. 

## Družina in otroci
Walran se je prvič poročil s Kunigundo Lorensko, hčerko Friderika I., vojvode Lorenskega. Takoj po njeni smrti se je drugič poročil z Ermesindo Luksemburško. 
Otroci s Kunigundo Lorensko so bili:
1. Sofija (ok. 1190 – 1226/27), poročena c. 1210 s Friderikom Isenberškim
2. Matilda (ok. 1192 – po 1234), poročena c. 1210 z Viljemom III., grofom Jülichskim, mati Viljema IV., grofa Jülichskega
3. Henrik IV. Limburški, vojvoda se je poročil z Irmgardo Berško, dedinjo grofije Berg, hčerko grofa Adolfa VI. [6]
4. Walran (okoli 1200 – 1242), poročen z Elizabeto Barsko, hčerko Ermesinde Luksemburške in Teobalda I. Barskega

Otroci z Ermesindo, luksemburško grofico:
1. Katarina Limburška (okoli 1215 – 1255), poročena z Matijo II., vojvodo Lorenskim, nečakom Walranove prve žene
2. Henrik V. Luksemburški se je poročil z Margareto Barsko [6]
3. Gerhard, grof Durbuyski